# 端場坊
端場坊（はばのぼう）は、山梨県南巨摩郡身延町身延にある日蓮宗の寺院。身延山久遠寺の宿坊として最古級の坊。七面山等寸の七面大明神像を歓請する。通師法縁。

## 歴史
- 弘安3年（1280年）収玄院日頼（四条金吾）を開山に創建された。明治7年（1874年）真浄坊を合併した。

## 旧末寺
日蓮宗は昭和16年（1941年）に本末を解体したため、現在では、旧本山、旧末寺と呼びならわしている。
- 長榮山實成寺(南アルプス市寺部)
- 法喜山蓮宗寺(山梨県南巨摩郡身延町宮木)

## 参考資料
- 『身延町誌』身延町（1970年）
- 日蓮宗寺院大鑑編集委員会『宗祖第七百遠忌記念出版 日蓮宗寺院大鑑』大本山池上本門寺 (1981年)